# Sinployea canalis
Sinployea canalis foi uma espécie de gastrópodes da família Charopidae.
Foi endémica das Ilhas Cook.